# Argoravinia modesta
Argoravinia modesta är en tvåvingeart som först beskrevs av Christian Rudolph Wilhelm Wiedemann 1830.  Argoravinia modesta ingår i släktet Argoravinia och familjen köttflugor. Inga underarter finns listade i Catalogue of Life.